# Polar Music
Polar Music é uma gravadora sueca fundada em 1963 por Stig Anderson e seu amigo Bengt Bernhag. O primeiro contrato assinado foi com o grupo Hootenanny Singers com Björn Ulvaeus. A Polar acabou ganhando prosperidade produzindo o próximo grupo de Ulvaeus, ABBA. Atualmente, a gravadora é propriedade da Universal Music Group.